# Magische ster
Een magische ster van orde n is een stervormig figuur met n punten, waar op deze punten en op de n snijpunten getallen worden ingevuld, zodanig dat langs elke lijn de getallen een vaste som, de magische constante, hebben. 
Wanneer de ingevulde getallen 1 tot en met 2n zijn, dan wordt de magische ster wel normaal genoemd, en is de magische constante gelijk aan 4n+2. Een ster met minder dan 5 punten valt niet te tekenen, en een magisch pentagram bestaat niet, zodat de kleinste magische ster een hexagram is, dus met zes punten.

## Voorbeelden
|                                          |                                           |                                          |
| Magisch hexagram Magische constante = 26 | Magisch heptagram Magische constante = 30 | Magisch octagram Magische constante = 34 |